# Camponotus auriculatus
Camponotus auriculatus är en myrart som beskrevs av Mayr 1897. Camponotus auriculatus ingår i släktet hästmyror, och familjen myror. Inga underarter finns listade.